# Лаз-Фіртенуш
Лаз-Фіртенуш (рум. Laz-Firtănuș) — село у повіті Харгіта в Румунії. Входить до складу комуни Авремешть.
Село розташоване на відстані 232 км на північ від Бухареста, 58 км на захід від М'єркуря-Чука, 118 км на схід від Клуж-Напоки, 93 км на північний захід від Брашова.

## Населення
За даними перепису населення 2002 року у селі проживали 49 осіб, усі — угорці. Усі жителі села рідною мовою назвали угорську.